# 745 př. n. l.

## Události
Tiglatpilesar III. se stává králem Asýrie.

## Úmrtí
Aššur-nirári V., král Asyrský

## Hlava státu
- Asýrie – Aššur-nirári V. († 745), Tiglatpilesar III.
- Babylonie – Nabu-Nasir